# Péricaryon

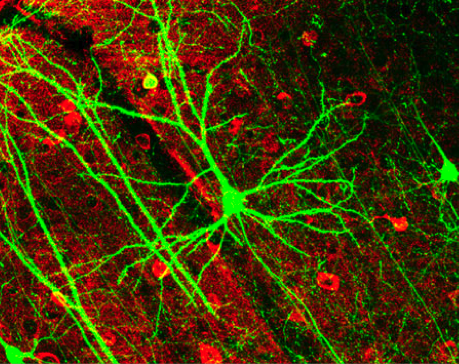
Le cytoplasme est le liquide dans lequel baigne le noyau de la cellule (ici une cellule de neurone).

Le péricaryon, aussi appelé soma, est le cytoplasme du corps cellulaire du neurone. Le mot signifie en grec « autour du noyau ». Depuis le corps cellulaire du neurone émergent les autres structures morphologiques caractéristiques des neurones : les dendrites et l'axone.
Le péricaryon peut avoir, selon le type de cellule nerveuse, différentes formes, qui ont souvent donné leur nom aux catégories de neurones. C'est notamment le cas pour les cellules pyramidales dont le péricaryon a une forme triangulaire typique.
Le péricaryon est le lieu des fonctions vitales du neurone. L'expression génétique y a lieu puisque le noyau s'y trouve, mais aussi une grande partie de la traduction (production de protéine). Le péricaryon est aussi très important pour assurer la production d'énergie sous forme d'ATP, car il n'y a pas suffisamment de mitochondries dans les axones, les dendrites ou les terminaisons synaptiques pour les besoins en énergie de ces structures quand elles déchargent des potentiels d'action.
Le péricaryon est la région trophique de la cellule, celle qui synthétise les éléments nécessaires au renouvellement cellulaire. Elle permet aussi la réception des stimuli car le péricaryon présente des synapses.